# Ramboll
Rambøll Group A/S, también conocido como Ramboll, es una empresa multinacional danesa de arquitectura, ingeniería y consultoría . En los últimos 25 años, la empresa ha pasado de ser un negocio centrado principalmente en la región nórdica a tener oficinas en más de 35 países, con más de 18.000 empleados trabajando en proyectos en todo el mundo. Gran parte de la actividad de la empresa se centra en Europa, América del Norte, pero también en los mercados emergentes.
Ramboll figura como una de las 15 mejores firmas de diseño internacionales del mundo en 2023.  Los principales trabajos y soluciones de la empresa son para clientes de los sectores de Edificación, Transporte, Energía, Medio Ambiente y Salud, Agua, Consultoría de Gestión y Arquitectura y Paisajismo.

## Propiedad
Casi la totalidad de las acciones de Ramboll Group A/S son propiedad de la Fundación Ramboll (aproximadamente el 96,9%). El resto es propiedad de empleados de Ramboll y de Ramboll Group A/S. 

## Organización
Ramboll Group A/S incluye varias unidades de negocio principales en mercados y geografías que abarcan la UE y los EE. UU., y con sucursales y oficinas en 35 países.

### Gestión

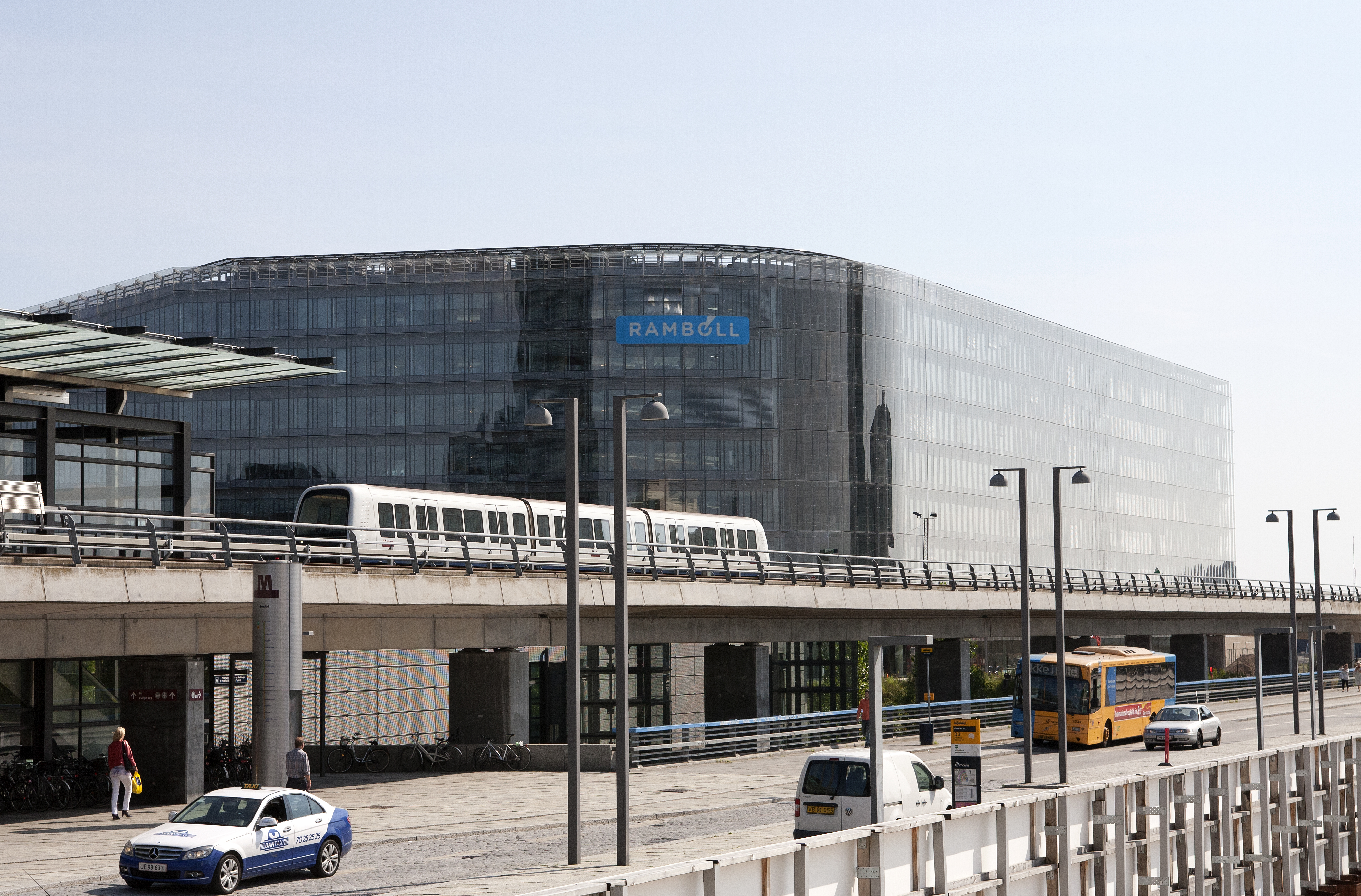
Sede central en Ørestad, Copenhague, Dinamarca

El gobierno corporativo de Ramboll está compuesto por el Consejo de Administración del Grupo, el Comité Ejecutivo del Grupo, el Equipo de Liderazgo del Grupo y la Dirección Corporativa. El Consejo de Administración es responsable de la gestión de Ramboll Group A/S, mientras que el Comité Ejecutivo es responsable del funcionamiento diario de Ramboll Group A/S. 

### Unidades de negocio
- Dinamarca
- Suecia
- Noruega
- Finlandia
- Alemania
- Reino Unido
- Américas
- Asia-Pacífico
- Consultoría de Gestión
- Energía
- Arquitectura y paisaje
- Medio ambiente y salud
- Agua
- Edificios
- Transporte